# Une Fenêtre ouverte
Une Fenêtre ouverte es una película del año 2005.

## Sinopsis
¿Cómo describir la locura? ¿Cómo expresar el sufrimiento que la acompaña? En 1994, a punto de sucumbir a la enfermedad, Khady Sylla conoció a Aminta Ngom, que exhibía su locura libremente, sin temor a la provocación. Durante los años de sufrimiento de Khady, Amita fue su ventana al mundo.

## Premios
- Filmer à tout prix – Bruxelles 2006
- Vue sur les Docs – Marseille 2005